# You Sang to Me
You Sang to Me – utwór z roku 2000 autorstwa Marca Anthony’ego, wydany jako trzeci singiel z jego pierwszego anglojęzycznego albumu Marc Anthony.

## Informacje o utworze
Autorami tekstu oraz twórcami piosenki byli Marc Anthony i Cory Rooney. Podobnie jak w przypadku poprzedniego singla z albumu Marc Anthony, nagrano wersję w języku hiszpańskim, lecz nie została wydana w pierwszej edycji albumu. Obie wersje piosenki odniosły sukces w USA. Angielska wersja zdobyła większą popularność od utworu „I Need to Know”, znajdując się na drugim miejscu w klasyfikacji Hot 100 w magazynie „Billboard”. Pierwsze miejsce przypadło utworowi „Maria Maria” w wykonaniu zespołów: Santana i duetu The Product G&B. Piosenka ponadto przez siedem tygodni była liderem klasyfikacji „adult contemporary chart” (w magazynie Billboard). Hiszpańska wersja („Muy Dentro de Mi”) była na pierwszym miejscu w zestawieniu Hot Latin Tracks przez 3 kolejne tygodnie. Anthony powiedział, iż napisał tę piosenkę dla swojej ówczesnej przyjaciółki, Jennifer Lopez, którą poślubił jakiś czas później. Wersja ta była nominowana w 2001 roku do nagrody Lo Nuestro w kategorii Pop Song of the Year, przegrywając z utworem „A Puro Dolor” grupy Son by Four.
Anglojęzyczna wersja piosenki była nominowana do Nagrodz Grammy w kategorii Best Male Pop Vocal Performance (była to druga nominacja z rzędu dla utworu Marca Anthony’ego), lecz znów przegrała na rzecz piosenki Stinga pt. „She Walks This Earth (Soberana Rosa)”, która ukazała się w albumie A Love Affair: The music of Ivan Lins.
„You Sang to Me” znalazła się na kompilacji pt. pLATINum rhythm, wydanej 30 października, 2001 przez „Maverick Música”. Ponadto piosenka została wykorzystana w ścieżce dźwiękowej w filmie z 1999 pt. Uciekająca panna młoda, zdobywając nagrodę ASCAP w kategorii „Most Performed Songs from Motion Pictures”.